# High Level Architecture
Pour les articles homonymes, voir HLA et High Level.
L'architecture de haut niveau (en anglais high level architecture, HLA) est une spécification d'architecture logicielle (une norme) qui définit comment créer une simulation globale composée de simulations distribuées interagissant sans être recodées. Dans HLA, chaque simulation participante est appelée fédéré ; elle interagit avec d'autres fédérés au sein d’une fédération HLA, qui est en fait un groupe de fédérés. L’ensemble de définitions relatives à HLA a donné lieu à la création de la norme 1.3 en 1996, qui a évolué vers HLA 1516-2000 en 2000, la dernière version date de 2010 nommée HLA Evolved ou HLA 1516-2010.
La Spécification d'Interface HLA décrit comment communiquer dans la fédération au travers de la mise en œuvre de HLA : la « Run Time Infrastructure » (RTI).
Les fédérés interagissent en utilisant les services proposés par le RTI. Ils peuvent notamment « Publier » pour informer d'une intention d'envoyer des informations à la fédération et « Souscrire » pour refléter certaines informations créées et mises à jour par d'autres fédérés. Les informations échangées dans HLA sont représentées dans la forme classique de la programmation orientée objet.
Les deux sortes d'objets échangés dans HLA sont la Classe d’Objet et d’Interaction, les instances du premier type de classe sont persistantes pendant la simulation, les autres sont juste transmises entre deux fédérés. Voir la norme (std 1516.2-2000, « IEEE Standard for Modeling and Simulation (M&S) High Level Architecture (HLA) - Federate Interface Specification » The Institute of Electrical and Electronic Engineers,  (ISBN 0738126217), mars 2001) pour plus de détails sur les services du RTI et les informations distribuées dans HLA.

## Normalisation
L'organisme qui supporte la norme (standard en anglais) HLA est le SISO (Simulation Interoperability Standards Organization).
La série de normes HLA IEEE 1516TM a été initialement approuvée par le Conseil des normes de la IEEE Standards Association à l'automne 2000. Depuis, un document d'interprétation DoD pour IEEE 1516TM et une API HLA compatible Dynamic Link pour IEEE 1516.1TM ont été activement développés. En outre, de nombreuses nouvelles exigences HLA potentielles ont été identifiées sur la base des commentaires des différents domaines et domaines d’application constituant la communauté d’utilisateurs HLA. Il répond à ces exigences par le biais d’un examen ouvert et officiel de la série de normes IEEE 1516TM. Il intègre des aspects des API HLA compatibles avec le document Interpretations Document et Dynamic Link qui doivent faire partie de la norme principale.

## Implémentations
- CERTI http://savannah.nongnu.org/projects/certi/ (1.3)
- FDK http://www-static.cc.gatech.edu/computing/pads/fdk.html (1.3)
- GMU RTI http://netlab.gmu.edu/rti/ (1.1)
- GERTICO http://www.iitb.fraunhofer.de/servlet/is/2920/
- Magnetar Games Chronos RTI http://www.magnetargames.com/Products/Chronos/ (IEEE 1516)
- Open HLA http://sourceforge.net/projects/ohla (1.3 et IEEE 1516)
- Pitch Technologies http://pitchtechnologies.com/products/prti/ (1.3,IEEE 1516-2000 & 1516-2010)
- Virtual Technology Corporation http://www.virtc.com/Products/prdFulltext.jsp?ID=1z_RTI (1.3)
- XRTI (Extensible Run-Time Infrastructure) http://www.npsnet.org/~npsnet/xrti/ (IEEE 1516)
- yaRTI (yet another RTI) http://perso.wanadoo.fr/dominique.canazzi/dominique.htm (1.3)